# Резніченко Тимофій Пилипович
Тимофі́й Пили́пович Резніче́нко  (10 жовтня 1938-27 березня 2021р. На
р.в с. Воронівка, Вознесенського району, Миколаївської області) — український фахівець у галузі енергетики, кандидат технічних наук, професор.

## Життєпис
Резніченко Тимофій Пилипович народився 6 жовтня 1938 року у селі Воронівка, Вознесенського району, Миколаївської області. У 1966 р. закінчив з відзнакою факультет електрифікації сільського господарства  Української сільськогосподарської академії (тепер — Національний університет біоресурсів і природокористування України, м. Київ). Спеціальність за дипломом — «Електрифікація і автоматизація сільського господарства», кваліфікація — «Інженер-електрик».
У 1978—1979 рр. — виконувач обов'язків декана факультету електрифікації сільського господарства, 1979—1987 рр. — декан факультету автоматизації сільського господарства, 1988—1990 рр. — декан факультету електрифікації і автоматизації сільського господарства, 1990—2000 рр. — проректор Національного аграрного університету (тепер — Національний університет біоресурсів і природокористування України, м. Київ)  з навчальної роботи, 2000—2004 рр. — завідувач кафедри електропостачання сільського господарства.

## Наукова та педагогічна діяльність
Напрям наукової діяльності: «Експлуатаційна надійність», «Діагностування засобів і систем автоматики».
Науковий доробок професора Резніченка Т. П. налічує 170 наукових статей, 42 науково-методичних видання, 5 навчальних посібників, 15 патентів.

## Відзнаки та нагороди
Почесний знак Міноборони СРСР «За дальний поход» (1959 р.), Заслужений працівник освіти України (1995 р.), Почесна грамота Кабінету Міністрів України (1998 р.), Почесний енергетик України (2008 р.), відзнака «Знак Пошани» (2008 р.), академік Нью-Йоркської академії наук (1995 р.).